# 1988年体育
1988年重要國際體育賽事包括：
- 第二十四屆夏季奧林匹克運動會：9月17日至10月2日於韓國首爾舉行

## 大事記

### 4月至6月
- 9月17日－第二十四屆夏季奧林匹克運動會於韓國首爾揭幕。

### 7月至9月
- 8月8日——中華民國王瀚英吉利海峽游泳6人接力挑戰隊，首次華人以14小時31分挑戰成功。
- 9月26日——奪得漢城奧運會男子100米短跑金牌的加拿大田徑運動員班.強生被驗出服用興奮劑，被褫奪金牌資格，翌日更被罰停賽兩年。

## 綜合運動會
- 9月17日至10月2日：夏季奧林匹克運動會

獎牌榜（只列出頭5名最佳成績隊伍）
| 名次 | 國家 | 金牌： | 银牌： | 铜牌： | 總數 |
| 1    | 苏联 | 55     | 31     | 46     | 132  |
| 2    | 東德 | 37     | 35     | 30     | 102  |
| 3    | 美国 | 36     | 31     | 27     | 94   |
| 4    |      | 12     | 10     | 11     | 33   |
| 5    | 西德 | 11     | 14     | 15     | 40   |